# Marte roșu
Marte roșu (1993) (titlu original Red Mars) este un roman hard science-fiction al scriitorului american Kim Stanley Robinson. Este primul volum al trilogiei Marte, o serie care descrie colonizarea și terraformarea planetei Marte. Cartea prezintă sosirea pământenilor pe Marte și primele etape ale colonizării planetei roșii.
Romanul a fost recompensat cu premiul Nebula în anul 1993.

## Intriga
În anul 2026 începe prima călătorie de colonizare a planetei Marte, la bordul celei mai mari nave interplanetare construite vreodată, Ares. Dintre cei o sută de coloniști, majoritatea sunt americani și ruși, reprezentanți ai celor două națiuni care și-au unit eforturile pentru această întreprindere.
Primii O Sută ajung pe Marte și pun bazele primei așezări, care va primi numele Underhill. Sateliții marțieni sunt și ei colonizați (în special Phobos), iar între coloniști apare prima schismă. De o parte se află grupul reprezentat de Saxifrage "Sax" Russell, care crede că simpla prezență pe Marte indică începutul terraformării și că obligația omenirii este să răspândească viața. De cealaltă parte se află Ann Clayborne și acoliții ei, care cred că omenirea nu are dreptul să modifice întreaga planetă după propria plăcere.
Viziunea lui Russell este pur științifică la început, dar ajunge în timp să se contopească cu cea a conducătorului echipei agricole, Hiroko Ai. Proiectul terraformării primește undă verde, iar coloniștii încep lungul proces al transformării planetei într-un mediu propice vieții umane. În timpul acestei lucrări de durată se cristalizează o nouă tabără, cea condusă de Arkady Bogdanov, care crede că Marte trebuie să se rupă de tradițiile, limitările și autoritatea Pământului. Demersul său este susținut de John Boone, primul om care a pus piciorul pe Marte și rival al conducătorului tehnic al contingentului american, Frank Chalmers.
Între timp, Pământul cade sub controlul corporațiilor transnaționale care încearcă să-și extindă influența și asupra planetei roșii. Resursele limitate, datoriile în creștere, suprapopularea și limitarea accesului la tratamentele de prelungire a vieții duc societatea pământeană în pragul colapsului, ceea ce dă naștere unui val de emigrări spre Marte. Cu Boone decedat, Bogdanov lansează o revoluție împotriva acestui val de imigranți care amenință să schimbe din temelii societatea marțiană. Armata transnaționalelor pornesc o contra-ofensivă care distruge multe dintre habitatele marțiene a căror securitate este vulnerabilă. Câteva așezări și Phobos sunt distruse, Bogdanov este ucis, iar armele nucleare afectează condițiile climaterice ale planetei.
Puținii coloniști din primul val rămași în viață se retrag în refugiul construit cu ani în urmă de Ai. Pământul este devastat de războiul cauzat de lipsa resurselor, în timp ce pe Marte se reinstaurează pacea și reîncepe procesul terraformării, sub efortul noilor valuri de coloniști.

### Cuprins
| - Partea întâi: Noapte de sărbătoare - Partea a doua: Plecarea - Partea a treia: Creuzetul - Partea a patra: Cuprinși de dor | - Partea a cincea: Căzând în istorie - Partea a șasea: Cu armele sub masă - Partea a șaptea: Senzeni Na - Partea a opta: Shikata Ga Nai |

## Opinii critice
Barnes&Noble laudă romanul, spunând că „în cel mai ambițios proiect al său de până acum, Kim Stanley Robinson apelează la ani de cercetări științifice în primul dintre cele trei romane care vor prezenta colonizarea planetei Marte”. Infinity Plus este de părere că „descrierile interminabile ale peisajului devin deranjante de la o vreme, iar unele secțiuni trenează, dar în marea ei majoritate este o carte foarte utilă, inteligentă, care incită la reflecție”.
În 1993 , romanul a primit premiul Nebula. Societatea Marte a ales culorile roșu, verde și albastru pentru steagul său în onoarea trilogiei lui Robinson.

## Terraformarea planetei Marte
Robinson folosește trilogia Marte pentru a prezenta etapele care trebuie parcurse în vederea terraformării acestei planete. Primul volum al trilogiei este axat pe colonizarea planetei, al doilea pe terraformarea propriu-zisă, iar al treilea pe efectele pe termen lung și începutul colonizării altor corpuri din sistemul solar.
Colonizarea prezentată în romanul de față parcurge mai multe etape:
- 2020 - primul om pe Marte, unde presiunea atmosferică este de 10 mbari
- 2020-2026 - asamblarea navei Ares pe orbita Pământului și pregătirea mediului marțian pentru sosirea coloniștilor, cu ajutorul unor expediții fără echipaj uman
- 2026-2027 - expediția Ares îi transportă pe Marte pe Primii O Sută
- 2027-2030 - pe Phobos este construită o stație spațială; se construiesc primele ferme, o centrală nucleară, așezări subterane, o clinică, laboratoare chimice, pompe de apă, foreze pentru gheață, un spațioport; prima așezare permanentă; este explorată suprafața planetei Marte; sunt răspândite microorganisme modificate genetic care pot trăi în condițiile de pe Marte; se construiesc mori de vânt care ajută procesul terraformării
- Anii '30 - apar trei noi așezări permanente, populate pe criterii etnice cu câte 500 de locuitori fiecare; sosesc noi coloniști de pe Pământ; noile așezări se construiesc sub domuri presurizate; navele sosite de pe Pământ sunt folosite ca oglinzi solare pentru încălzirea solului marțian; noile fabrici eliberează căldură și oxigen în atmosferă; continuă explorarea planetei (un grup al Primilor O Sută se retrage într-o așezare secretă în zona Polului Sud)
- Anii '40 - sosesc tot mai mulți pământeni, o parte dintre ei fiind reprezentanți ai transnaționalelor; se construiesc puțuri de căldură; începe realizarea unui lift spațial care să fie folosit pentru exportul de minereu; se pun bazele tratamentelor de prelungire a vieții; presiunea atmosferică crește; are loc o furtună globală cauzată de încălzirea atmosferei, care durează trei ani marțieni; începe mineritul în regiunea antarctică; presiunea atmosferică ajunge la 50 mbari
- 2050-2056 - craterele acoperite cu domuri devin obișnuință; se plănuiește eliberarea apei subterane pentru a crea lacuri la suprafață; este descoperit primul microorganism marțian; tratamentele de prelungire a vieții devin disponibile pentru orice marțian; un asteroid este doborât pe Marte, ajutând la creșterea presiunii atmosferice până la 100 mbari
- 2056-2061 - primele ploi și ninsori; presiunea atmosferică depășește 130 mbari; este finalizat liftul spațial de pe Pavonis Mons, un cablu lung de 37.000 km care leagă Sheffield de asteroidul Clarke; exporturi masive de minereuri marțiene; creșterea numărului de imigranți forțează infrastructura către limitele sale
- 2061 - unele orașe se revoltă; primele războaie cauzează pierderi de vieți omenești și distrugerea infrastructurii; orașele sunt distruse de către navele guvernamentale de pe orbită și de către rebeli; începe exterminarea Primilor O Sută; depozitele acvifere sunt afectate și deversează cantități uriașe de apă în atmosfera și pe solul marțian; furtuni ecuatoriale; ninsorile devin un fenomen firesc; liftul spațial este distrus, iar cablul se înfășoară violent în jurul ecuatorului planetei

Kim Stanley Robinson a corectat o eroare științifică din roman care i-a fost semnalată de către un specialist de la JPL. El a descris modificarea într-un interviu publicat în numărul din 8-15 octombrie 2005 al revistei New Scientist:
„Într-una dintre cărțile despre Marte am pus niște personaje să încarce acumulatorii prin fixarea unor aripi pe o latură a aparatului în care se aflau. Dar acesta se mișca la aceeași viteză ca și vântul. Problema mi-a fost semnalată de către Donna Shirley, conducătoarea programului Mars Sojourner de la Jet Propulsion Laboratory [...]. Totuși, ea mi-a oferit imediat o soluție pentru rezolvarea situației care era chiar interesantă pentru o operă de ficțiune - mi-a spus că personajele mele ar scoate afară panouri solare pentru a-și încărca acumulatorii, atât deasupra cât și dedesubt, pentru că în furtuna de praf în mijlocul căreia se aflau s-ar reflecta suficientă lumină și de dedesubt.”
Modificarea a apărut în ediția broșată a editurii Bantam, în paginile 196-197, undeva între edițiile a 17-a și a 20-a (adică undeva între anii 1997-1999).

## Traduceri în limba română
- 1996 - Marte-roșu, editura Nemira, colecția "Nautilus", nr. 78, traducere Emil Sârbulescu, 574 pag., ISBN 973-9177-55-7
- 2006 - Marte roșu, editura Nemira, colecția "Nautilus", traducere Emil Sârbulescu, 768 pag., ISBN 978-973-569-889-8
- 2013 - Marte roșu, editura Nemira, colecția "Nautilus", traducere Emil Sârbulescu, 760 pag., ISBN 978-606-579-659-1